# Chrono Aviation
Chrono Aviation è una compagnia aerea charter che opera voli cargo e passeggeri nazionali e internazionali con sede a Montreal, Québec e Rimouski, in Canada.

## Storia
Chrono Aviation è stata fondata a Québec nel 2012. All'inizio, la compagnia aerea operava con un solo Pilatus PC-12 e aveva due dipendenti.
Dopo otto anni di attività, nel 2020 Chrono Aviation gestisce una flotta di 14 aeromobili con un team di 265 dipendenti. È l'unica compagnia del Quebec che offre aerei da 9 a 120 passeggeri esclusivamente dedicati a servizi charter.

## Destinazioni
La compagnia offre voli charter verso gli Stati Uniti, il Canada, il Messico, la Cina, il Sud America e alcuni paesi d'Europa.

## Flotta
A maggio 2023 la flotta di Chrono Aviation è così composta: